# John Lescroart
John Lescroart este un scriitor de thriller american.